# Спомен-бисте на Трећој београдској гимназији
Спомен-бисте на Трећој београдској гимназији су споменици у Београду. Налазе се на згради Треће београдске гимназије у Улици Његошевој 15, у општини Врачар.

## Опште карактеристике
Зграда Треће београдске гимназије, подигнута је према пројекту архитеката Душана Живановића и Драгутина Ђорђевића, односно према истом пројекту према којем је саграђена и гимназија у Ваљеву две године раније 1904.
Средишњи ризалит главне фасаде јако је наглашен каријатидама на улазном порталу, удвојеним стубовима на спрату, богатом пластичном декорацијом прозорских отвора као и бронзаним попрсјима спомен бистама Доситеја Обрадовића, Вука Караџића и Јосифа Панчића, радовима познатог вајара Петра Убавкића.
Доситеј Обрадовић (Чаково, 1739 или 1742. — Београд, 28. март 1811) био је српски просветитељ и реформатор револуционарног периода националног буђења и препорода. Вук Стефановић Караџић (Тршић, 6. новембар 1787 — Беч, 7. фебруар 1864) је био српски филолог, реформатор српског језика, сакупљач народних умотворина и писац првог речника српског језика. Јосиф Панчић (Угрини код Брибира, 17. април 1814 — Београд, 8. март 1888) је био српски лекар, ботаничар и први председник Српске краљевске академије. Открио је нову врсту четинара која је по њему названа Панчићева оморика, а по њему је назван и највиши врх Копаоника (Панчићев врх) на коме се налази маузолеј са његовим посмртним остацима.